# 971 Alsatia
971 Alsatia је астероид главног астероидног појаса са пречником од приближно 63,75 .
Афел астероида је на удаљености од 3,067 астрономских јединица (АЈ) од Сунца, а перихел на 2,211 АЈ. 
Ексцентрицитет орбите износи 0,162, инклинација (нагиб) орбите у односу на раван еклиптике 13,771 степени, а орбитални период износи 1566,316 дана (4,288 године). 
Апсолутна магнитуда астероида је 10,05 а геометријски албедо 0,041.
Астероид је откривен 23. новембра 1921. године.